# Winnweiler
Winnweiler ist die gemessen an der Einwohnerzahl viertgrößte Ortsgemeinde im Donnersbergkreis in Rheinland-Pfalz und ist Verwaltungssitz der gleichnamigen Verbandsgemeinde, der sie auch angehört. Winnweiler ist gemäß Landesplanung als Grundzentrum ausgewiesen.

## Geographie

### Lage
Winnweiler liegt im zum Saar-Nahe-Bergland gehörenden Nordpfälzer Bergland und dessen Teilbereich Kaiserstraßensenke, alternativ Börrstadter Senke genannt. Im Südosten hat die Gemeinde Anteil an den nördlichen Ausläufern des Pfälzerwaldes. Die Gemeinde gliedert sich in folgende Ortsteile:
| Ortsteil            | zugehörige Wohnplätze                                                   |
| ------------------- | ----------------------------------------------------------------------- |
| Alsenbrück-Langmeil | Bahnhof Langmeil, Salomonsmühle, Sattelhof, Wäschbacherhof, Ziegelhütte |
| Hochstein           | Eisenschmelz, Kahlheckerhof, Kupferschmelz                              |
| Potzbach            | Leithöfe                                                                |
| Winnweiler          | Igelbornerhöhe, Kapelle                                                 |

Nachbargemeinden sind – im Uhrzeigersinn – Falkenstein, Imsbach, Börrstadt, Sippersfeld, Gonbach, Münchweiler an der Alsenz, Lohnsfeld, Otterberg, Höringen und Schweisweiler.

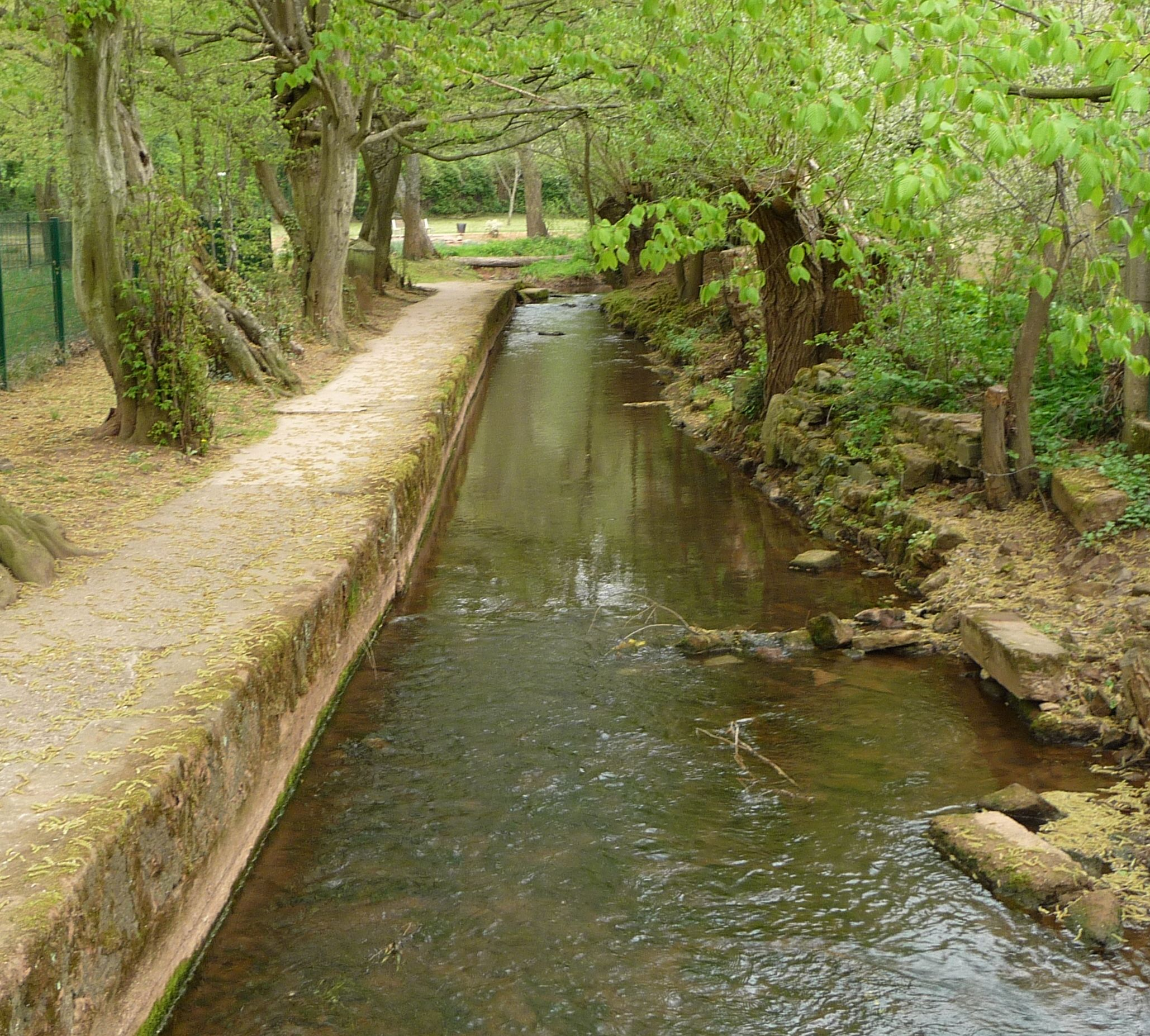
Lohnsbach in Winnweiler

### Erhebungen
Unmittelbar östlich des Kernortes befindet sich der 304 Meter hohe Leisbühl und an der Grenze zu Imsbach der 366,2 Meter hohe Eichhübel. Im südöstlichen Gebiet der Gemarkung erstreckt sich an der Gemarkungsgrenze zu Börrstadt und Sippersfeld der insgesamt 400,6 Meter hohe Bocksrück.

### Gewässer
Die Alsenz durchfließt die Gemeinde in Süd-Nord-Richtung. Vor Ort nimmt sie mehrere Nebenflüsse auf, im Süden den Gonbach, innerhalb des Kernortes den Lohnsbach und den Steinbach. Ganz im Norden mündet in Erstere der Imsbach, der stellenweise die Grenze zu Schweisweiler bildet. Im äußersten Südwesten reicht die Gemarkung bis an den Höringerbach.

## Geschichte
Erstmals erwähnt wurde die Ortschaft 891 als „Winidowilari“ (Siedlung der Wenden). Später gehörte die Ansiedlung viele Jahrhunderte zur Grafschaft Falkenstein, wurde dann lothringisch und gelangte bis zur Französischen Revolution an die Habsburger. In dieser Zeit war sie Sitz des Oberamtes Winnweiler und gehörte seit 1782 zum Landesteil Vorderösterreich. Bereits 1781 wurde in Winnweiler eine Anwerbestelle für Auswanderer nach Galizien eingerichtet. 1797 wurde der Teilort Hochstein, der schon seit der ersten Erwähnung 891 zu Winnweiler gehörte, eine selbständige Gemeinde.
Von 1798 bis 1814, als die Pfalz Teil der Französischen Republik (bis 1804) und anschließend Teil des Napoleonischen Kaiserreichs war, war Winnweiler in den gleichnamigen Kanton eingegliedert. 1815 gehörte der Ort zunächst erneut zu Österreich. Ein Jahr später wurde er Bayern zugeschlagen. Von 1818 bis 1862 war Winnweiler Bestandteil des Landkommissariats Kaiserslautern, das anschließend in ein Bezirksamt umgewandelt wurde. Am 1. Dezember 1900 wechselte die Gemeinde in das neu geschaffene Bezirksamt Rockenhausen.
Ab 1939 war der Ort Bestandteil des Landkreises Rockenhausen. Nach dem Zweiten Weltkrieg gehörte Winnweiler zur Französischen Besatzungszone und wurde 1946 Teil des neu gebildeten Landes Rheinland-Pfalz. Im Zuge der ersten rheinland-pfälzischen Verwaltungsreform wurde Hochstein am 7. Juni 1969 wieder ein Ortsteil von Winnweiler; zeitgleich wechselte es in den neu geschaffenen Donnersbergkreis. Drei Jahre später wurde die Stadt Sitz der ebenfalls neu gebildeten gleichnamigen Verbandsgemeinde. Am 10. Juni 1979 wurden die Gemeinden Alsenbrück-Langmeil und Potzbach eingemeindet.

## Bevölkerung

### Einwohnerstatistik
Die Entwicklung der Einwohnerzahl von Winnweiler bezogen auf das heutige Gemeindegebiet; die Werte von 1871 bis 1987 beruhen auf Volkszählungen:
| Jahr | Einwohner |
| ---- | --------- |
| 1815 | 1.989     |
| 1835 | 2.829     |
| 1871 | 2.874     |
| 1905 | 2.979     |
| 1939 | 2.744     |
| 1950 | 3.123     |

| Jahr | Einwohner |
| ---- | --------- |
| 1961 | 3.474     |
| 1970 | 3.566     |
| 1987 | 3.744     |
| 2005 | 4.799     |
| 2011 | 4.736     |
| 2017 | 4.748     |

### Konfessionsstatistik
Mit Stand 30. Juni 2005 waren von den Einwohnern 51,3 % evangelisch, 27,5 % römisch-katholisch und 21,2 % waren konfessionslos oder gehörten einer anderen Glaubensgemeinschaft an. Mit Stand Dezember 2024 waren von den Einwohnern 37,9 % evangelisch, 20,3 % katholisch und 41,8 % waren konfessionslos oder gehörten einer anderen Glaubensgemeinschaft an. Die Anteile der Katholiken und Protestanten an der Gesamtbevölkerung sind demnach im beobachteten Zeitraum gesunken.

### Judentum
Die einst vor Ort ansässige jüdische Gemeinde besaß eine Synagoge, die 1938 den Novemberpogromen zum Opfer fiel. Zudem existiert das sogenannte Museum Winnweiler – Jüdisches Museum der Nordpfalz, in dem die Geschichte des regionalen Judentums beleuchtet wird.

## Politik

### Gemeinderat
Der Gemeinderat in Winnweiler besteht aus dem ehrenamtlichen Ortsbürgermeister als Vorsitzendem und 22 Ratsmitgliedern, die bei der Kommunalwahl am 9. Juni 2024 in einer personalisierten Verhältniswahl gewählt wurden.
Die Sitzverteilung im Gemeinderat:
| Wahl | SPD | CDU | Grüne | FDP | Gesamt   |
| ---- | --- | --- | ----- | --- | -------- |
| 2024 | 5   | 10  | 4     | 3   | 22 Sitze |
| 2019 | 5   | 8   | 5     | 2   | 20 Sitze |
| 2014 | 6   | 9   | 3     | 2   | 20 Sitze |
| 2009 | 6   | 8   | 3     | 3   | 20 Sitze |
| 2004 | 8   | 7   | 2     | 3   | 20 Sitze |

### Bürgermeister
Ortsbürgermeister ist Rudolf Jacob (CDU). Bei der Direktwahl am 26. Mai 2019 wurde er mit einem Stimmenanteil von 64,07 % in seinem Amt bestätigt. Bei der Direktwahl am 9. Juni 2024 setzte er sich mit 62,6 % gegen einen Mitbewerber durch und wurde somit für weitere fünf Jahre wiedergewählt.

### Wappen
| Wappen von Winnweiler | Blasonierung: „In Silber ein bewurzelter grüner Eichenbaum mit zwei goldenen Eicheln in goldenen Eichenschüsseln.“ |
| Wappen von Winnweiler | |

### Gemeindepartnerschaft
Die französische Partnergemeinde von Winnweiler ist die Gemeinde Saint-Laurent-Nouan.

## Kultur und Sehenswürdigkeiten

### Kulturdenkmäler

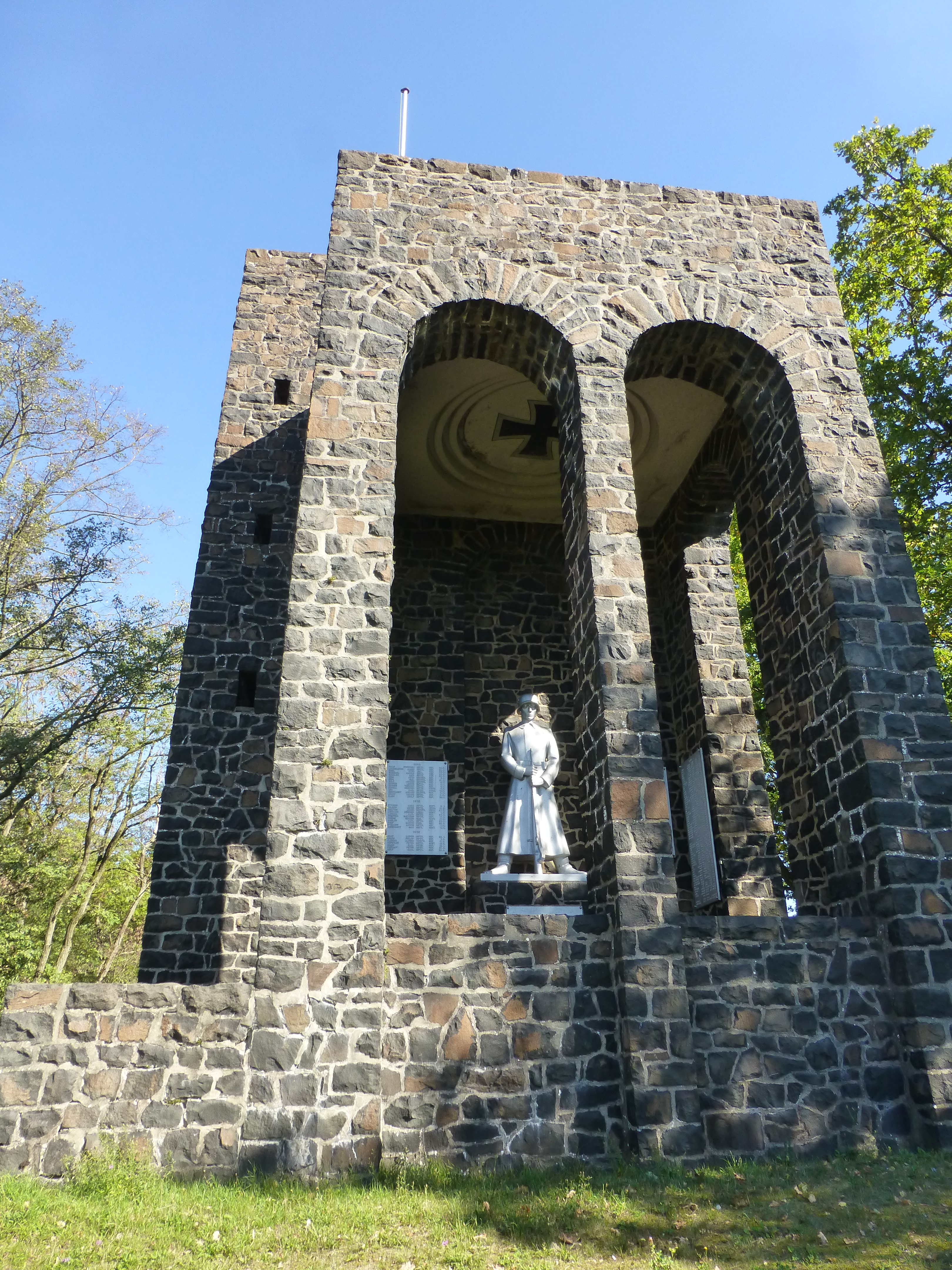
Das Kriegerdenkmal bei Winnweiler

Der jüdische Friedhof, der Ortskern, der Schlossbezirk, der Friedhof, die Eisenschmelz samt Frühindustriepark Gienanth und die Hauptstraße im Ortsteil Potzbach sind als Denkmalzonen ausgewiesen.
Hinzu kommen zahlreiche Einzelobjekte, die unter Denkmalschutz stehen, darunter die protestantische Pfarrkirche, die katholische Herz-Jesu-Kirche und die Kreuzkapelle.
Östlich des Ortes steht auf dem Leisbühl ein 1933 errichtetes Kriegerdenkmal, in dessen halboffenem Hallenbau eine überlebensgroße Soldatenfigur sowie Gedenktafeln mit Namen von Gefallenen an die beiden Weltkriege erinnern. An der Nordecke des quadratischen Baus befindet sich ein angebauter 12,5 m hoher Treppenturm, der zu einer 8,5 m hoch liegenden Aussichtsplattform über dem Hallenbau führt. Von dieser ist ein Ausblick in Richtung Winnweiler und Umgebung möglich.

### Natur
Vor Ort befinden sich insgesamt vier Naturdenkmale. Die Gemeinde liegt am Rand des Landschaftsschutzgebietes „Donnersberg“.

### Sport
Bekanntester Sportverein des Ortes ist der ASV Winnweiler. Der 1910 gegründete Verein stieg in der Saison 2014/15 erstmals in der Vereinshistorie in die Verbandsliga auf, in der er sich bis 2018 hielt. Neben der ersten und zweiten Herrenmannschaft treten auch eine Altherren-Mannschaft, eine Frauenmannschaft sowie mehrere Jugendmannschaften an. Austragungsort der Spiele ist der Kunstrasenplatz am Rauhen Weg, der 2014 anstelle des Hartplatzes Rote Erde errichtet wurde.

## Wirtschaft und Infrastruktur

### Unternehmen
Seit 2009 entwickelt und fertigt die Firma Mobotix digitale und netzwerkbasierte Videoüberwachungssysteme im Gewerbepark Langmeil. Die ebenfalls in Langmeil ansässige Schramm GmbH mit über 200 Mitarbeitern gehört zu den führenden Herstellern von Polsterbetten im Luxussegment.
Die 1886 gegründete und einst in der gesamten Pfalz und den angrenzenden Gebieten bekannte Privatbrauerei Bischoff musste 2022 Insolvenz anmelden und hat den Geschäftsbetrieb eingestellt.

### Verkehr
Straße
Winnweiler ist über die von Mainz nach Kaiserslautern verlaufende Bundesautobahn 63 und die Bundesstraße 48, die von Bingen am Rhein bis nach Bad Bergzabern führt, an das überregionale Straßennetz angebunden. Der Streckenabschnitt Bingen–Winnweiler war dabei bereits eine Reichsstraße mit der Bezeichnung R 40. Die Landesstraße 390 verbindet die Gemeinde mit Höringen. Die Landesstraße 401 führt durch Alsenbrück-Langmeil und folgt dem Lauf der unter Napoleon angelegten Kaiserstraße. Die Kreisstraße 1 verbindet den Ortsteil Potzbach mit der Kerngemeinde und mit Lohnsfeld. Die Kreisstraße 4 führt von Imsbach über Winnweiler bis nach Höringen und die Kreisstraße 10 nach Münchweiler an der Alsenz. Die Kreisstraße 39 verbindet Alsenbrück-Langmeil mit Sippersfeld.
Schiene

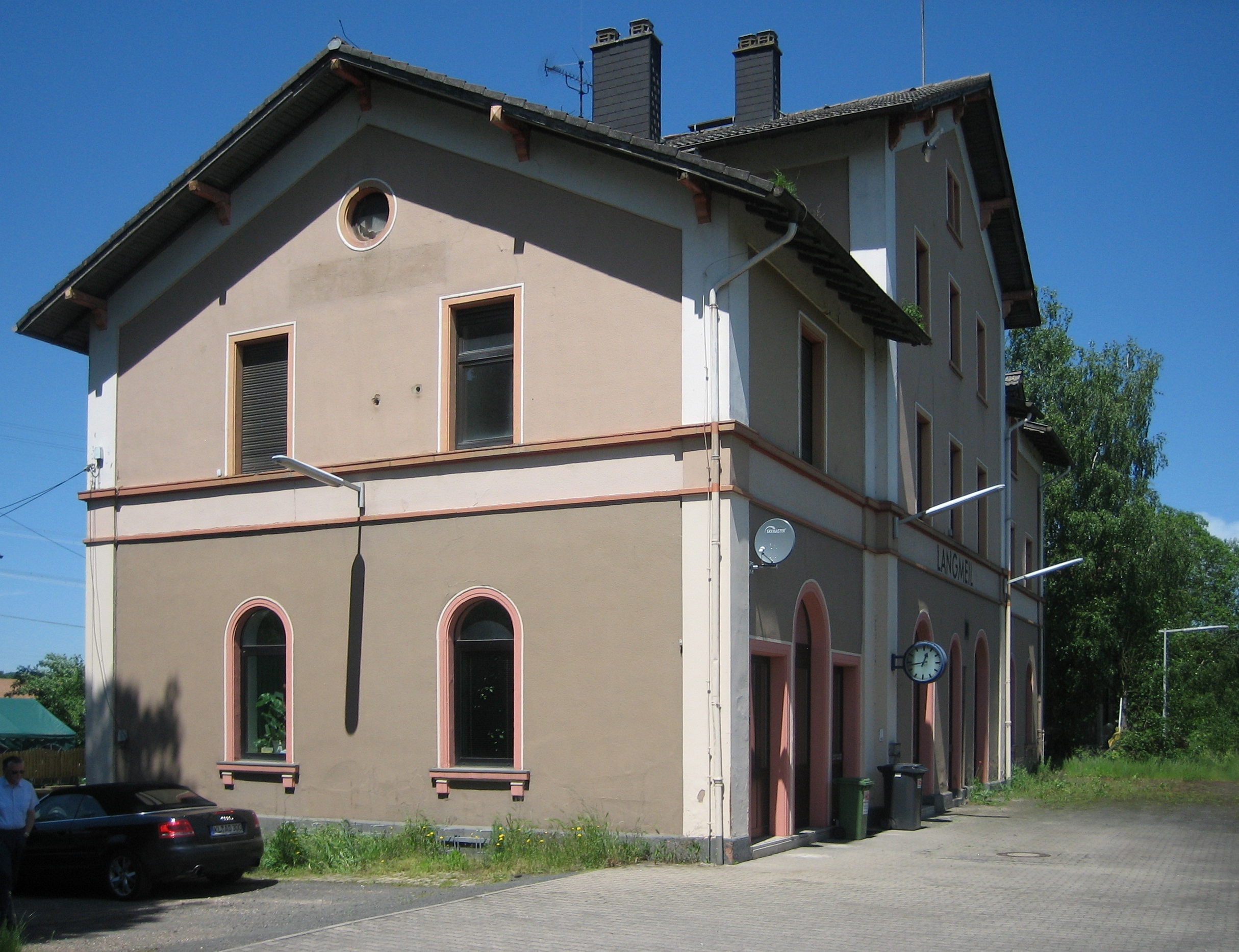
2006 aufgelassener Bahnhof Langmeil (Pfalz)

Winnweiler verfügt über einen Bahnhof an der Alsenztalbahn; dieser wurde 1870 als nördlicher Endpunkt eröffnet, ehe im Folgejahr die Strecke bis nach Münster durchgebunden wurde. Ebenfalls auf der Gemeindegemarkung befindet sich entlang der Strecke der Kupferschmelz-Tunnel und bis 1970 der inzwischen aufgeschlitzte Hochstein-Tunnel. Die Züge verkehren in der Relation Kaiserslautern–Bingen.
Außerdem ist in Langmeil ein Bahnhof vorhanden, der jedoch seit Dezember 2006 nicht mehr bedient wird, da die Nachfrage aufgrund der besser gelegenen Bahnhöfe Winnweiler und Enkenbach sowie seit der Eröffnung des Haltepunkts Münchweiler an der Alsenz im Jahr 1999 deutlich zurückgegangen war. Am Bahnhof Langmeil, der seither ausschließlich als Betriebsbahnhof fungiert, zweigt die Zellertalbahn nach Monsheim ab. Diese Strecke wurde von 2001 bis 2016 an Sonn- und Feiertagen im Sommer erneut für den Ausflugsverkehr genutzt. Hierbei fuhren die Züge zuletzt von Monsheim ohne Halt in Langmeil nach Hochspeyer.

### Tourismus

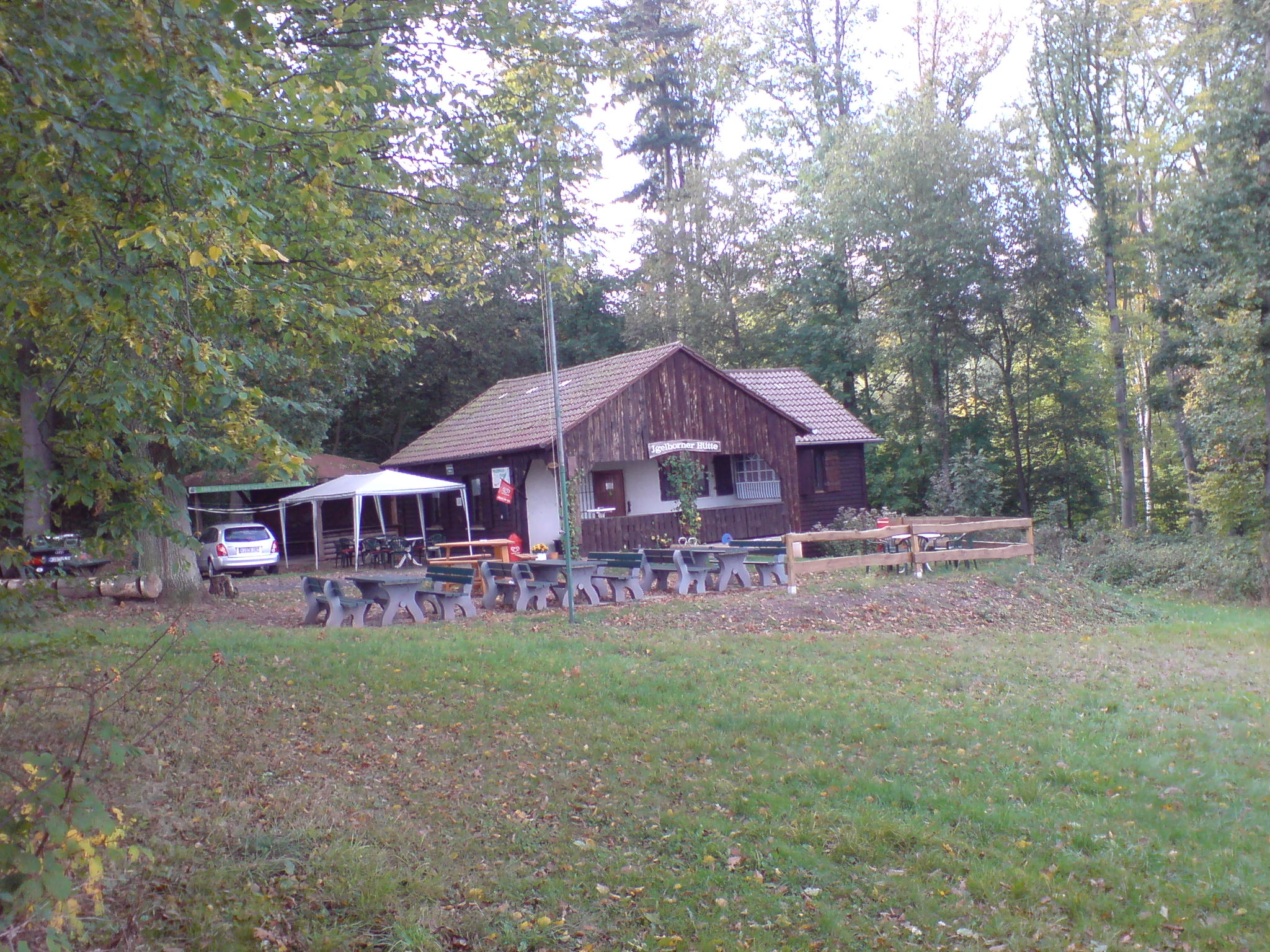
Igelborner Hütte

Im Westen der Gemarkung befindet sich die von der Ortsgruppe Winnweiler des Pfälzerwald-Vereins betriebene Igelborner Hütte. Durch Winnweiler verläuft zudem der Alsenz-Radweg. Darüber hinaus ist die Gemeinde Ausgangspunkt des Prädikatswanderwegs Pfälzer Höhenweg und liegt am Fernwanderweg Donnersberg–Donon sowie an einem solchen, der mit einem grün-gelben Balken markiert ist.

### Bildung
Neben der Montessori-Grundschule existiert innerhalb der Gemeinde noch die Albert-Schweitzer-Schule, die eine „Realschule plus“ darstellt. Darüber hinaus gibt es im Ort das Wilhelm-Erb-Gymnasium, eine ehemalige Lateinschule. Die nächste Universitätsstadt ist Kaiserslautern.